# 关兴镇
关兴镇，是中华人民共和国贵州省遵义市余庆县下辖的一个乡镇级行政单位。

## 行政区划
关兴镇下辖以下地区：
关兴村、高炉村、沙堆村和狮山村。